# Thān
Thān är en ort i Indien.   Den ligger i distriktet Surendranagar och delstaten Gujarat, i den västra delen av landet, 900 km sydväst om huvudstaden New Delhi. Thān ligger 144 meter över havet och antalet invånare är 42 508.
Terrängen runt Thān är platt. Runt Thān är det ganska tätbefolkat, med 155 invånare per kvadratkilometer. Thān är det största samhället i trakten. Trakten runt Thān består till största delen av jordbruksmark.